# Мариньяк (Приморская Шаранта)
Маринья́к (фр. Marignac) — коммуна во Франции, находится в регионе Пуату — Шаранта. Департамент коммуны — Шаранта Приморская. Входит в состав кантона Пон. Округ коммуны — Сент.
Код INSEE коммуны — 17220.

## Население
Население коммуны на 2010 год составляло 398 человек.
| 1962 | 1968 | 1975 | 1982 | 1990 | 1999 | 2010 |
| ---- | ---- | ---- | ---- | ---- | ---- | ---- |
| 350  | 350  | 355  | 341  | 347  | 347  | 398  |